# Göle
Göle (gruz.  კოლა, Kola, kurd.  Mêrdînik) – miasto i dystrykt w północno–wschodniej Turcji, w prowincji Ardahan. Jest największym dystryktem w prowincji pod względem powierzchni i liczby mieszkańców. W 2014 roku zamieszkane przez 6050 osób (miasto, prowincja: 21 092 osoby).
Nazwa Göle pochodzi z języka gruzińskiego. Kola była jedną z historycznych prowincji Gruzji. Nazwa Kolchidy – starożytnego królestwa w Gruzji – mogła pochodzić od nazwy tej prowincji.
Gospodarka Göle opiera się głównie na pasterstwie.